# Skrupule
Slovo skrupule vzniklo z latinského slova scrūpulus, které znamenalo „starost, úzkost nebo obava“, ale také „ostrý kamínek“, zdrobnělina od scrūpus „ostrý kámen“, nebo i „nejmenší část závaží nebo hmoty“.
V mnoha evropských jazycích (románština, germánština, slovanština) se zachovalo slovo „skrupulózní“ odvozené od scrupulous, což znamená „extrémní přesnost, důkladnost a přesnost v detailech" (například v angličtině je přídavné jméno scrupulous - „poctivý, zásadový, čestný" nebo „svědomitý, přepečlivý"), ve francouzštině scrupuleux - „přehnaně úzkostlivý").
Česky slovo skrupule znamená „pochybnosti, rozpaky“ a objevuje se i v několika odvozeninách, například v přídavném jménu bezskrupulózní, tedy „jednající bez rozpaků, často i tvrdě“. Vyskytuje se téměř vždy v množném čísle, ale ještě třeba Jungmannův slovník z 30. let 19. století uvádí i „skrupul" v jednotném čísle, a dokonce i variantu „škrupul", která se už neužívá. Původní význam latinského scrūpulus byl totiž „ostrý kamínek“, zdrobnělina od scrūpus „ostrý kámen“. Člověk, který má v botě nebo pod bosým chodidlem ostrý kamínek, přešlapuje a snaží se té bolesti nějak vyhnout. Nemůže pohodlně pokračovat v chůzi, má skrupule.